# Токарев, Владимир Николаевич (государственный деятель)
Владимир Николаевич Токарев ( ок. 1830 — не ранее 1885) — государственный деятель Российской империи. Тайный советник (с 1875).

## Биография
Окончил Императорское училище правоведения (1848).
В 1861—1868 годах — тамбовский вице-губернатор; 16 апреля 1867 года был пожалован чином действительного статского советника.
В 1868 году назначен витебским губернатором; инициировал создание местного музея древностей. Уже в следующем, 1869 году, был переведён минским губернатором и оставался на этой должности до 1875 года, когда стал членом совета при министре внутренних дел Российской империи в чине тайного советника. В 1874 году, воспользовавшись служебным положением, отобрал в свою собственность участок земли в местечке Логишин, которым до этого владели местные жители, а попытавшихся воспротивиться этому мещан выслал из губернии за сопротивление властям; в 1878 году комитет министров по поступившей жалобе постановил, что Токарев, «имея в деле свои личные интересы, <…> не исполнил лежавших на нём, как на губернаторе, обязанностей», после чего император Александр II распорядился произвести расследование. Токарев был предан суду Пятого департамента Правительствующего Сената и его резолюцией отрешен от должности; в качестве скандального примера коррупции в Российской империи это дело приводит Пётр Кропоткин, поясняя, что до судебного разбирательства оно дошло исключительно в силу придворных интриг против покровительствовавшего Токареву члена Государственного совета Потапова.
В апреле 1885 года В. Н. Токарев был окончательно исключен из службы «с лишением права вступать снова в какую-либо государственную службу, участвовать в выборах и быть избираемым в должности по назначению дворянства, городов и селений».
В Орловской губернии имел родовые 1000 десятин земли.

## Награды
- Орден Святой Анны 2-й степени (1854);
- Орден Святого Владимира 3-й степени (1863);
- Орден Святого Станислава 1-й степени (1869)
- Орден Святой Анны 1-й степени (1871);
- Орден Святого Владимира 2-й степени (1873);